# Torres del Paine Nemzeti Park
A Torres del Paine Nemzeti Park Chile egyik nemzeti parkja. Területére fennsíkok, magas hegyek, gleccserek és türkizkék hegyi tavak jellemzőek. Az ide érkező évi több tízezer (többségében külföldi) turistát jelzett utak várják, a legtöbben januárban és februárban látogatják. A nemzeti parkot 2013-ban egy világhálós szavazáson több mint 5 millió szavazattal a világ nyolcadik csodájának választották.
A nemzeti park 1994 óta a világörökség javaslati listáján szerepel.

## Története
A nemzeti parkot 1959. május 13-án alapították Parque Nacional de Turismo Lago Grey néven, bár ekkor a turizmus még szinte egyáltalán nem volt jellemző a környéken, a helyiek állattenyésztésből éltek. 1970. április 30-án kapta meg mai nevét, ugyanekkor területe mintegy 11 000 hektárral bővült is.
A parkban többször is pusztított nagy tűzvész. 1985. február 10-én egy külföldi turista eldobott cigarettacsikke akkora tüzet okozott, hogy 14 000 hektárnyi terület leégett. 2005. február 17-én egy cseh turista gázpalackja felborult, a lángok pedig 15 000 hektárnyi terület növényzetét emésztették fel (ennek egy része a parkon kívüli részekhez tartozott). Néhány hónappal később a cseh kormány 30 000 fa elültetését finanszírozta. 2011. december 27-én újabb tűz keletkezett, amelyet ezúttal egy izraeli turista okozott: ez a tűz több mint 17 000 hektárt érintett.

## Élővilág
A kis területen belül is rendkívül változatos éghajlati hatásoknak köszönhetően a területen igen sokszínű az élővilág is. Növénytakaróját többek között a legnagyobb részt kitevő elő-andoki matorral, kisebb részben lombhullató erdő (fő faja a Nothofagus pumilio nevű bükk) és patagóniai pampa alkotja, de vannak fák és cserjék nélküli sivatagos részek is. Reprezentatív növényfajai az Embothrium coccineum nevű próteaféle, a Berberis microphylla nevű borbolyaféle, a tengerparti pázsitszegfű, az egyvirágú papucsvirág és a Lathyrus nervosus nevű lednek.
Emlősei között legjellegzetesebb a keleti részeken élő puma, valamint a chilei villásszarvas, a guanakó, a culpeo pamparóka, az argentin pamparóka és a felföldi bűzösborz. Körülbelül 100 madárfajából említést érdemel az andoki kondor, az óriásölyv, a feketenyakú hattyú, a chilei flamingó, a szemüveges réce, a Magellán-harkály, a gyűrűs halkapó, a Phrygilus patagonicus nevű tangaraféle, az ezüstpinty és a Morgan-verébsármány.

## Képek

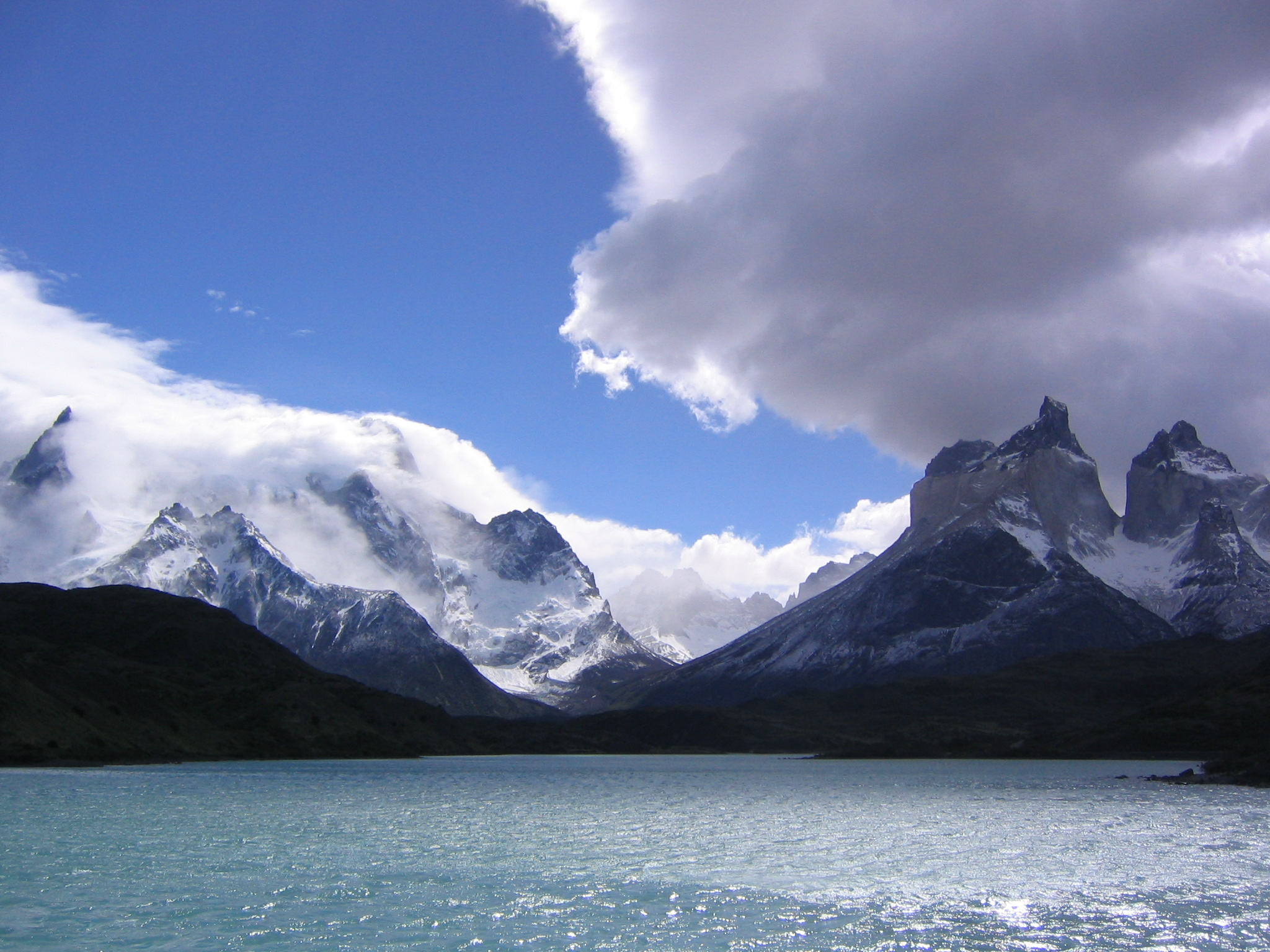
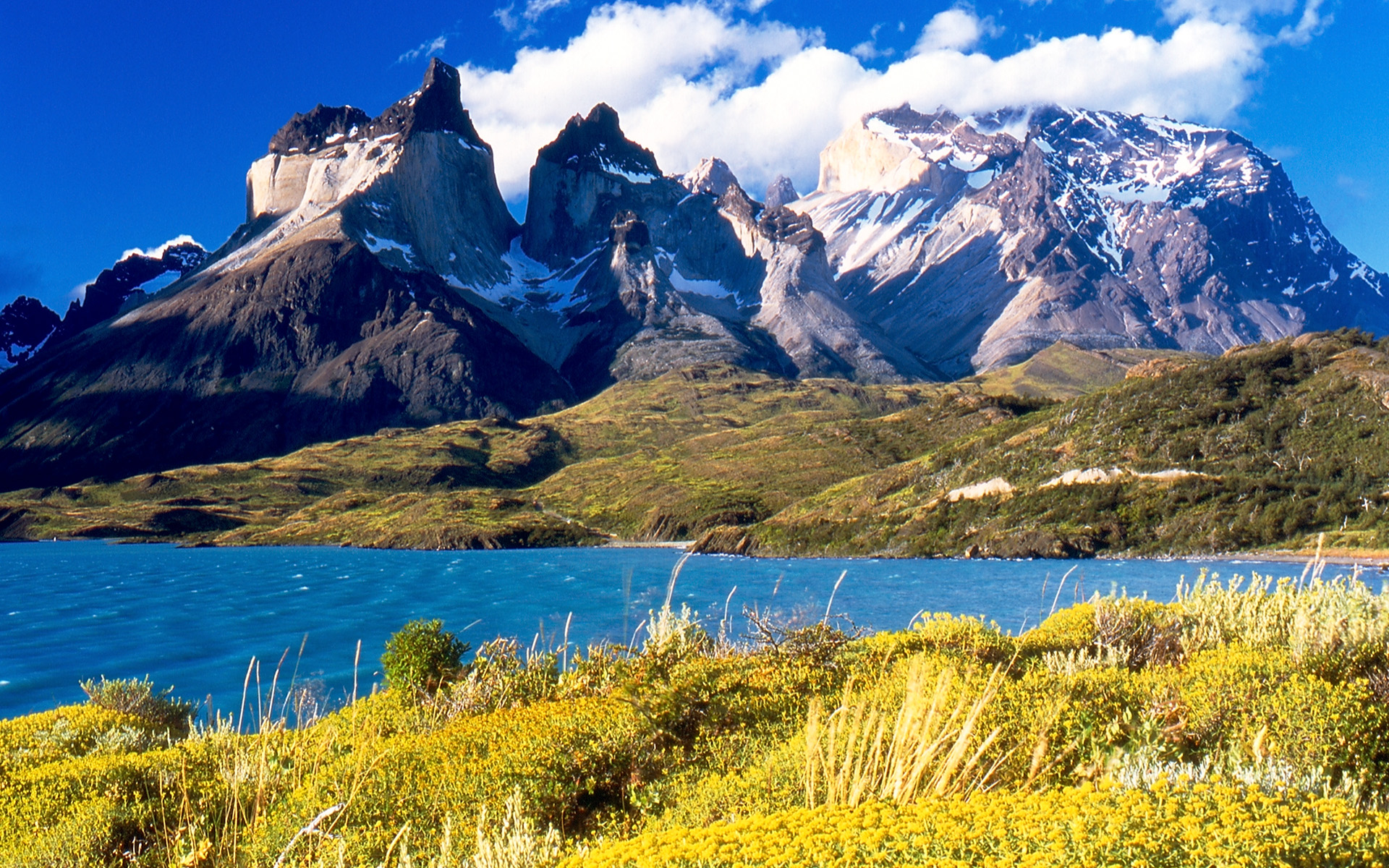
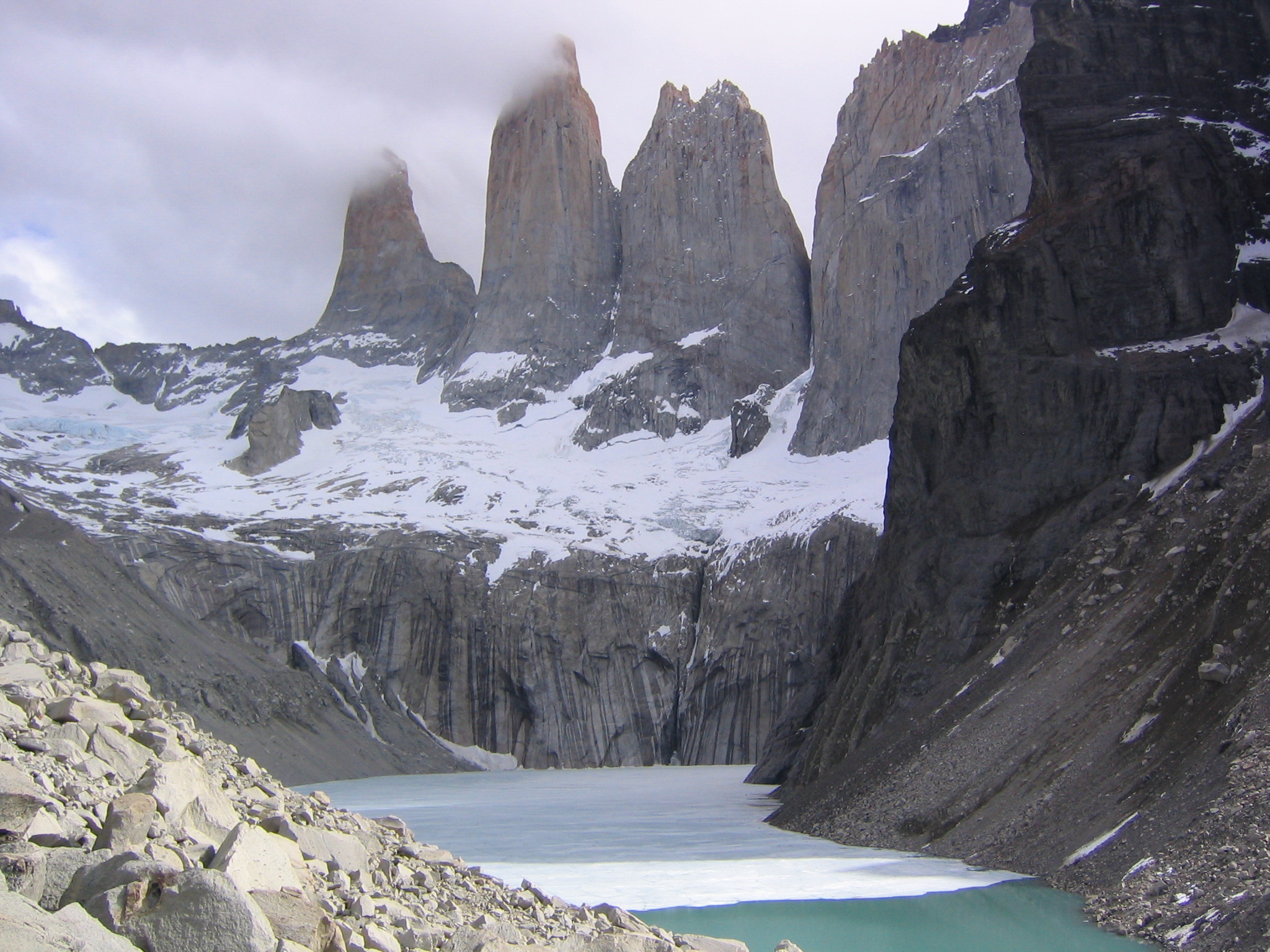
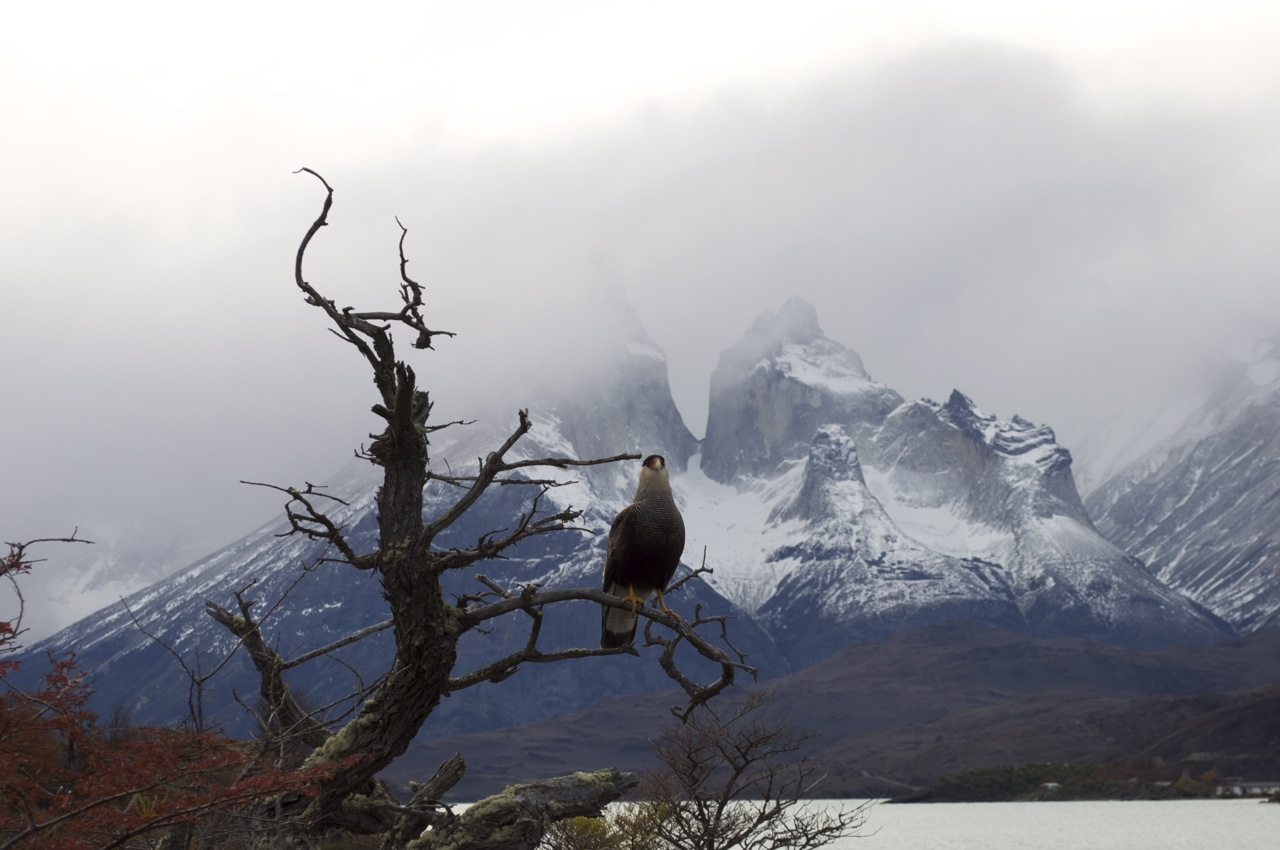